# Амбракійська затока
38°58′21″ пн. ш. 20°58′09″ сх. д. / 38.9725° пн. ш. 20.969166666667° сх. д.
Амбракійська затока (грец. Αμβρακικός κόλπος), давня назва Артська затока — затока в Іонічному морі площею 654 км², приблизно 40 км завдовжки й 15 км завширшки. Етимологія даного топоніма, в різних його варіантах, сходить або до античної (Амбракія, грец. Αμβρακία), або пізнішого — назви міста Арта (грец. Άρτα).
У давнину в затоці розвинулось жваве судозодство завдяки кільком гаваням: Амвракії, Аргосу Амфілохському і Анакторіону. На узбережжі затоки в давнину існували поліси Акцій, Нікополіс, Ольпе. В історії Амбракійська затока також відома морським боєм при Акції (31 до н. е.) між флотом Марка Антонія і Клеопатри з одного боку, і Октавіана Августа — з іншого, яке Антоній програв.
У період після Грецької війни за незалежність (Константинопольська угода 1832 року) та до Другої світової війни (Бухарестський мирний договір 1913 року) Амбракійська затока слугувала кордоном між новоствореним Грецьким королівством та Османською імперією.